# Plistospilota nigerica
Plistospilota nigerica es una especie de mantis de la familia Mantidae.

## Distribución geográfica
Se encuentra en Angola, Camerún y Nigeria.